# Серебрянские ГЭС
Серебрянские гидроэлектростанции (Серебрянский каскад) — каскад ГЭС на реке Воронья в Мурманской области.

## Характеристика
Река Воронья вытекает из Ловозера и впадает в губу Воронью Баренцева моря.
Длина реки 150,1 км, падение 153,2 м, площадь водосбора 9944 км². Каскад ГЭС на Вороньей включает в себя 2 электростанции — Серебрянскую ГЭС-1 и Серебрянскую ГЭС-2. Строительство каскада ГЭС началось в 1964 г, закончилось в 1973 г. Строительство велось в тяжёлых условиях тундры и характеризовалось применением ряда неординарных технических решений. Для строительства каскада были построены посёлки Серебрянский и Туманный.
Серебрянские ГЭС входят в состав Каскада Туломских и Серебрянских ГЭС ПАО «ТГК-1». 
Серебрянские ГЭС спроектированы институтом «Ленгидропроект».

## Состав
| Наименование ГЭС          | Год пуска | Мощность, МВт | Количество турбин | Водохранилище                        |
| ------------------------- | --------- | ------------- | ----------------- | ------------------------------------ |
| ГЭС-15 Серебрянская ГЭС-1 | 1970      | 201           | 3                 | Серебрянское водохранилище (верхнее) |
| ГЭС-16 Серебрянская ГЭС-2 | 1972      | 156           | 3                 | Серебрянское водохранилище (нижнее)  |